# 諾西夫卡區
諾西夫卡區（烏克蘭語：Носівський район），又按俄语名译为諾索夫卡區（俄语：Носовский район），曾是烏克蘭北部切爾尼希夫州的一個區，行政中心設於诺西夫卡，面積1,151平方公里，2013年人口30,486，人口密度每平方公里26.5人。
2020年7月18日，该区被废除，被并入尼任區。